# 戸本誠
戸本 誠（ともと まこと、1971年7月28日- ）は、日本の物理学者。主な研究分野は，高エネルギー実験物理学。世界最高エネルギー衝突加速器、LHCにおける新素粒子現象の探索に携わる。学位は、博士（理学）（名古屋大学・2001年）。名古屋大学大学院理学研究科素粒子宇宙物理学専攻准教授を経て、高エネルギー加速器研究機構素粒子原子核研究所教授。

## 略歴
- 1994年 - 名古屋大学理学部物理学科を卒業。
- 1996年 - 名古屋大学大学院理学研究科物理学専攻修士課程を修了。
- 2001年3月 - 名古屋大学理学研究科物理学専攻博士課程を修了。名古屋大学より博士（理学）の学位を取得。
- 2001年6月 - 米国フェルミ国立加速器研究所研究員に就任。
- 2001年9月 - 「B中間子混合の測定」の業績により高エネルギー物理学奨励賞を受賞。
- 2006年 - 名古屋大学准教授に就任。
- 2020年 - 高エネルギー加速器研究機構素粒子原子核研究所教授に就任。